# والتر سكوت (مغني)
والتر سكوت (بالإنجليزية: Walter Scott)‏ هو مغني أمريكي، ولد في 7 فبراير 1943 في سانت لويس في الولايات المتحدة، وتوفي في 27 ديسمبر 1983 في St. Peters, Missouri ‏ في الولايات المتحدة.